# Human Nature (singel Michaela Jacksona)
Human Nature – singel amerykańskiego piosenkarza Michaela Jacksona z albumu Thriller. Został wydany w lipcu 1983 jako piąty z siedmiu singli wydanych z tego albumu. W 1983 roku utwór dotarł do 7. miejsca na liście przebojów Billboard Hot 100.
Pisząc o albumie Thriller w swojej książce pt. „Moonwalk”, Jackson wspomina, że „Human Nature” to „muzyka ze skrzydłami”. Dodaje również, że ludzie pytają go o tekst. Jackson odpowiada: „Ludzie zwykle myślą, że tekst ma jakiś osobisty kontekst... co często nie jest prawdą... to ważne, by trafić do ludzi, poruszyć ich... czasami ktoś może dokonać tego z pomocą melodii i tekstu... czasami to intelektualny sens tekstu”. Jackson i Quincy Jones uznali, że „Human Nature” to najpiękniejsza melodia, jaką do tej pory słyszeli.
Utwór stał się również częścią set listy Michaela Jacksona od Victory Tour z 1984 do Dangerous World Tour, pomiędzy 1992–1993. Utwór nie dostał się do repertuaru trasy HIStory World Tour, ale został wykonany w Brunei w 1996.
Utwór nigdy nie został wydany na singlu w Wielkiej Brytanii.

## Covery i inne
„Human Nature” zostało po raz pierwszy scoverowane przez saksofonistę jazzowego George’a Howarda w 1984. Rok później Miles Davis wykonał swoją wersję utworu na albumie You’re Under Arrest. Grał go również na wielu swoich koncertach. Utwór ten znalazł się również na koncertowym albumie Marcusa Millera TUTU Revisited Boyz II Men zawarło cover utworu na albumie z 2004 „Throwback, Vol. 1.”
W 1993 utwór został wykorzystany przez grupę SWV. Wydany jako „Right Here/Human Nature”, utwór dotarł do drugiego miejsca na liście Billboardu.

## Lista utworów
1. „Human Nature” – podany czas to 4:06; prawidłowy czas to 3:45
2. „Baby Be Mine” – 4:20

## Twórcy
- Słowa i muzyka: Steve Porcaro i John Bettis
- Syntezator i programowanie syntezatorów: David Paich
- Gitara: Steve Lukather
- Perkusja: Jeff Porcaro
- Instrumenty perkusyjne: Paulinho Da Costa
- Aranżacja: David Paich, Steve Porcaro i Steve Lukather